# Odyssey 5
Pour les articles homonymes, voir Odyssey.
Odyssey 5 est une série télévisée de science-fiction canadienne en vingt épisodes de 42 minutes créée par Manny Coto et diffusée d'abord aux États-Unis pour les quatorze premiers épisodes entre le 21 juin et le 13 septembre 2002 sur Showtime, et au Canada dans son intégralité à partir du 7 décembre 2002 sur Space.
En France, la série a été diffusée à partir du 9 septembre 2003 sur TPS cinéstar puis sur W9 en 2005 et NRJ 12 en 2006.

## Synopsis
Les cinq membres de l'équipage de la navette spatiale américaine Odyssey 5 sont témoins, à des milliers de kilomètres de distance, de la destruction de la Terre le 7 août 2007. Sauvés par un être mystérieux, ils sont renvoyés cinq ans en arrière et vont devoir trouver ce qui a causé cette catastrophe, et l'empêcher de se reproduire…

## Distribution

### Acteurs principaux
- Peter Weller (VF : Joël Martineau) : Chuck Taggart
- Sebastian Roché (VF : Lionel Tua) : Kurt Mendel
- Christopher Gorham (VF : Axel Kiener) : Neil Taggart
- Leslie Silva (en) (VF : Brigitte Berges) : Sarah Forbes
- Tamara Craig Thomas (VF : Rafaèle Moutier) : Angela Perry

### Acteurs récurrents et invités
- Gina Clayton (VF : Anne Kerylen) : Paige Taggart
- Kenneth Mitchell (VF : Damien Boisseau) : Marc Taggart
- Phillip Jarrett (VF : Lionel Henry) : Paul Forbes
- Amari Myles : Corey Forbes
- Lindy Booth : Holly Culverson
- Sonja Smits (VF : Véronique Augereau) : Cynthia Hodge

 Source et légende : version française (VF) sur RS Doublage

## Production
La musique de la série a été composée par Laura Karpman.

## Épisodes
1. Retour aux sources [1/2] (Pilot [1/2])
2. Retour aux sources [2/2] (Pilot [2/2])
3. Un embryon de vérité (Shatterer)
4. Rapt (Astronaut Dreams)
5. Panne de mémoire (Time Out of Mind)
6. Les Fourmis (Symbiosis)
7. Les Démons du passé (The Choices We Make)
8. L’Or magique (Rapture)
9. Bon séjour au CS 07 (L.D.U.-7)
10. Infection (Flux)
11. Persécution par internet (Kitten)
12. La Terre promise (Dark at the End of the Tunnel)
13. Phaedra (Trouble with Harry)
14. Prises de contrôle (Skin)
15. Créature synthétique (Begotten)
16. Rêve ou réalité (Vanishing Point)
17. Écran-meurtres (Follow the Leader)
18. Fantôme d'amour (Half-Life)
19. Les Nerfs à vif (Rage)
20. La Roche lunaire (Fossil)